# 시실로
시실로(柹實路)는 부산광역시 금정구 부곡동과 동래구 명장동을 잇는 부산광역시도로, 총 연장은 2.433 km이다. 또한 부산광역시도 제9105호선으로 지정되어 있는 도로이다.

## 유래
현재의 동해중학교의 뒷마을로, 산열매 중에서 돌감나무가 많고, 숲이 울창하였던, "시실골"이라는 지명에서 유래하였다.

## 지리

### 통과하는 지자체
- 금정구
  - 부곡동
- 동래구
  - 명륜동 - 명장동

### 교차하는 도로
- 중앙대로 (국도 제7호선,  아시안 하이웨이 6호선)
- 명륜로
- 문화로
- 복천로
- 명장로
- 명서로
- 반송로 (국도 제14호선)

## 주변에 있는 시설들
금정구
- 봄여름가을겨울홈장식
- 이루리스터디카페 온천장역점
- 평강의원
- IBK기업은행 동래지점

동래구
- 원당갈비
- 성산현대요양병원 장례식장
- 온천입구 기장곰장어
- 배스킨라빈스 부산명륜아이파크점
- 아이나래소아청소년과의원
- 마왕족발 부산명륜점
- 피자스쿨 부산명륜점
- 이가자헤어비스 부산온천점
- 60계 부산온천명륜점
- 카페051 명륜아이파크2차점
- 초록마을 부산명륜점
- 온천월드빌
- 푸라닭치킨 부산명륜점
- 프레리키즈카페
- 명륜2차아이파크 1단지 아파트
- 이야스콜라 동래원
- 드래곤모터스
- 명륜2차아이파크 2단지 아파트
- 동래온천교회
- 동래동일스위트아파트
- 동래구진로교육지원센터 동래나래
- 동래한솔빌라
- 동국빌라
- 대가하이츠아파트
- 동남타워아파트
- 상용정비
- 노비타비데서비스센터 부산총판
- 진명빌딩
- 시싯골생아구찜
- 롯데타이어
- 명장유림빌라
- 예인교회
- 태화산업
- 명장유림노르웨이숲아이비아파트
- 엘케이테크
- 삼보아파트
- 명장삼보맨션
- 조양태권
- GS25 명장삼거리점
- 이디야커피 부산명장점
- 다이소 GS슈퍼명장점
- 훈스포토스튜디오
- 아낙촌 명장점

## 연계 철도역
- 부산 도시철도 1호선 : 온천장역
- 부산 도시철도 4호선 : 명장역